# Etap (Zeitschrift)
etap war eine Zeitschrift für „deutschtürkisches Leben“, die zwischen 1999 und 2000 sechsmal erschien.
Das in Berlin von Herausgeber Ozan Sinan publizierte Monatsmagazin erschien erstmals im November 1999 (die 200.000-Auflage der ersten Ausgabe wurde als Testlauf und zu Werbezwecken kostenlos an deutschtürkische Haushalte verteilt), wurde aber bereits mit der sechsten Ausgabe im April 2000 mangels Publikumsinteresse eingestellt. Es gehörte zu den ersten deutschsprachigen Publikationen mit türkischstämmiger Zielgruppe in Deutschland. Die migrationspolitische Zeitschrift Aid widmete „Etap“ im Januar 2000 ihre Titelstory.
Etap behandelte illustriertenübliche Themen mit dem Schwerpunkt auf modernem deutsch-türkischem Leben. Die Titelbilder zeigten bekannte deutschtürkische Stars wie Erol Sander oder Türkiz Talay, Themen reichten von türkischem Leben in aller Welt über Veranstaltungstipps, Lifestyle und Kultur bis hin zu Erfolgsgeschichten junger türkischer Menschen in Deutschland und Integrationspolitik.